# Fiorenzo Abbondio

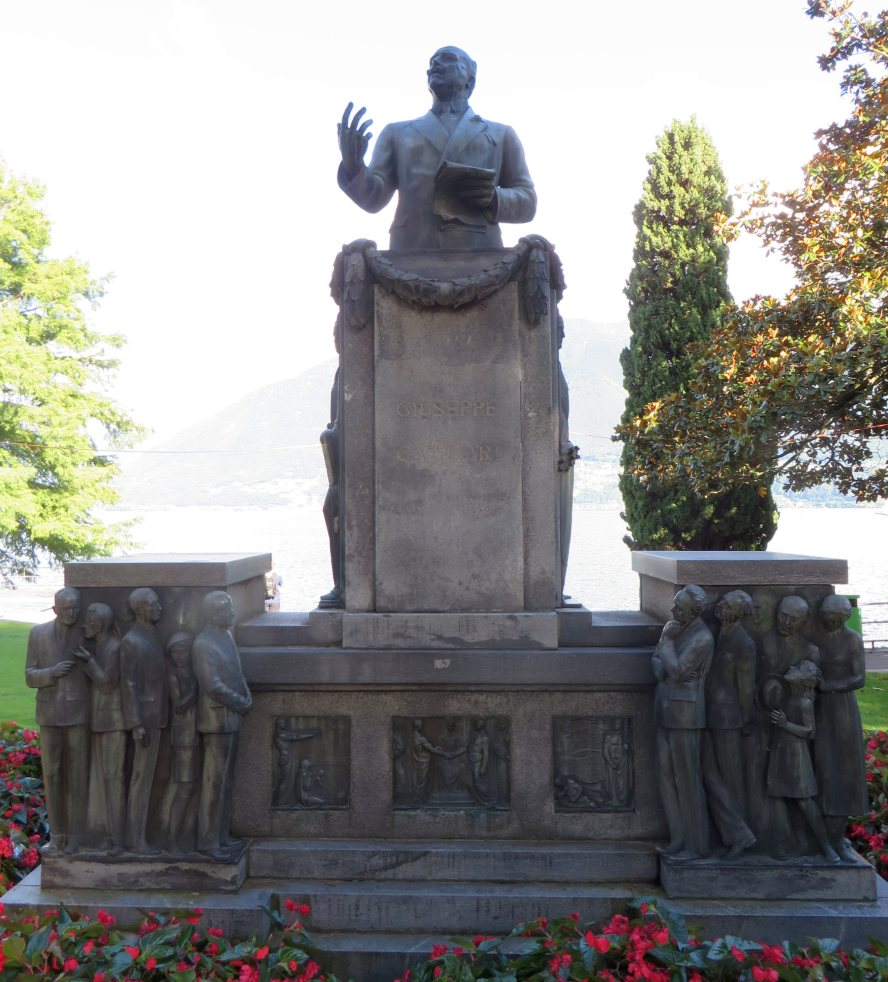
Abbondios Giuseppe-Cattori-Denkmal von 1939 in Muralto

Fiorenzo Abbondio (* 22. Juni 1892 in Ascona; † 13. März 1980 in Muralto) war ein Schweizer Bildhauer.

## Leben und Wirken

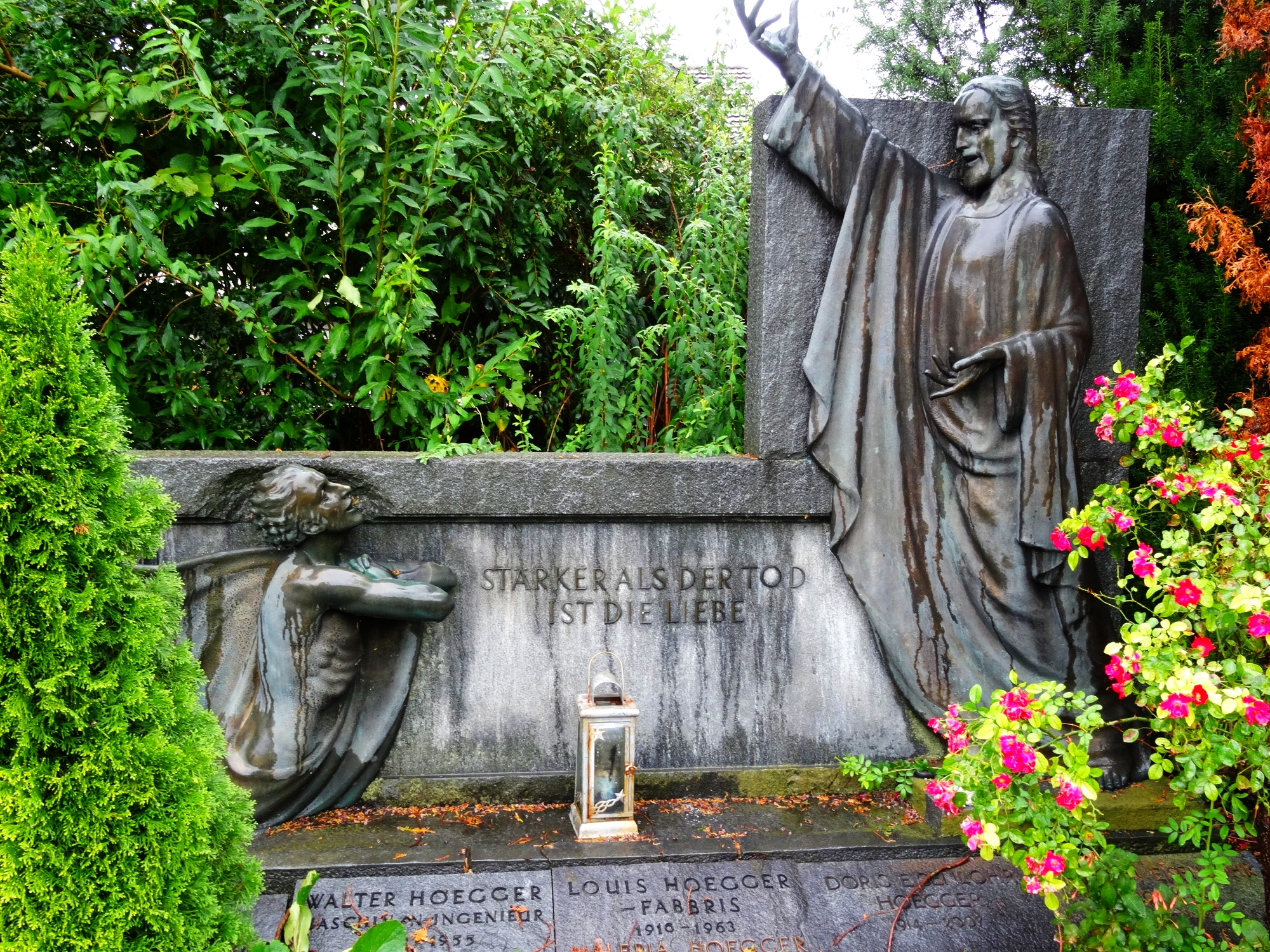
Familiengrab Hoegger. Grabskulptur von Fiorenzo Abbondio. Friedhof Flawil, St. Gallen.

Fiorenzo war der Sohn von Carlo Abbondio; sein Bruder war der Dichter Valerio Abbondio.
Er absolvierte zunächst von 1905 bis 1909 eine Steinhauerlehre in der Werkstatt Fossati in Muralto. Im Anschluss studierte er bis 1918 an der Mailänder Kunstakademie Brera bei Giuseppe Palanti und Giulio Branca. Danach bereiste er Rom, Florenz, Venedig und Neapel. Er wirkte bis 1943 in Mailand, bis 1947 in Balerna und ab 1948 in Muralto.
Abbondio schuf Skulpturen wie Denkmäler, Grabmäler und Büsten. Er hatte eine Vorliebe für religiöse und patriotische Werke Auf dem Friedhof von Ascona befinden sich viele seiner Arbeiten.
In Muralto steht an der Seepromenade Lungolago ein Denkmal zu Ehren von Giuseppe Cattori, das Abbondio 1939 geschaffen hat. Auf einem Granitsockel steht ein bronzenes Relief. Dieses zeigt überlebensgross Giuseppe Cattori, wie er eine Rede hält. Im Sockel sind unterschiedliche Personen zu sehen, die ihm zuhören oder sich über seine Rede unterhalten.
Weitere Werke befinden sich im Kanton Tessin, in der übrigen Schweiz und in Italien in öffentlichen Gebäuden, Friedhöfen und Parkanlagen. In Minusio befindet sich das Fiorenzo-Abbondio-Museum.
Abbondio war seit 1948 mit der Schriftstellerin Christine Abbondio-Künzle (1893–1961) verheiratet.